# (702) Alauda
(702) Alauda est un gros astéroïde de la ceinture principale.

## Caractéristiques
Il a été découvert le 16 juillet 1910 par l'astronome allemand Joseph Helffrich depuis observatoire du Königstuhl d'Heidelberg. Sa désignation provisoire était 1910 KQ.
Son nom fait référence au genre d'oiseaux Alauda.
Il mesure environ 195 kilomètres de diamètre. 

## Satellite
Il possède un satellite, nommé Pichi üñëm (« Petit oiseau » en mapuche), d'un diamètre de 6 kilomètres et qui orbite à 900 km.
Il a été découvert par Patricio Rojo et Jean-Luc Margot le 26 juillet 2007 avec le Very Large Telescope.